# 백양중학교 축구부
백양중학교 축구부는 경기도 고양시에 위치한 백양중학교의 축구부이다. 백양중학교가 운영하는 축구부로 200년에 창단하였다.

## 같이 보기
- 백양중학교